# 짐 보관소

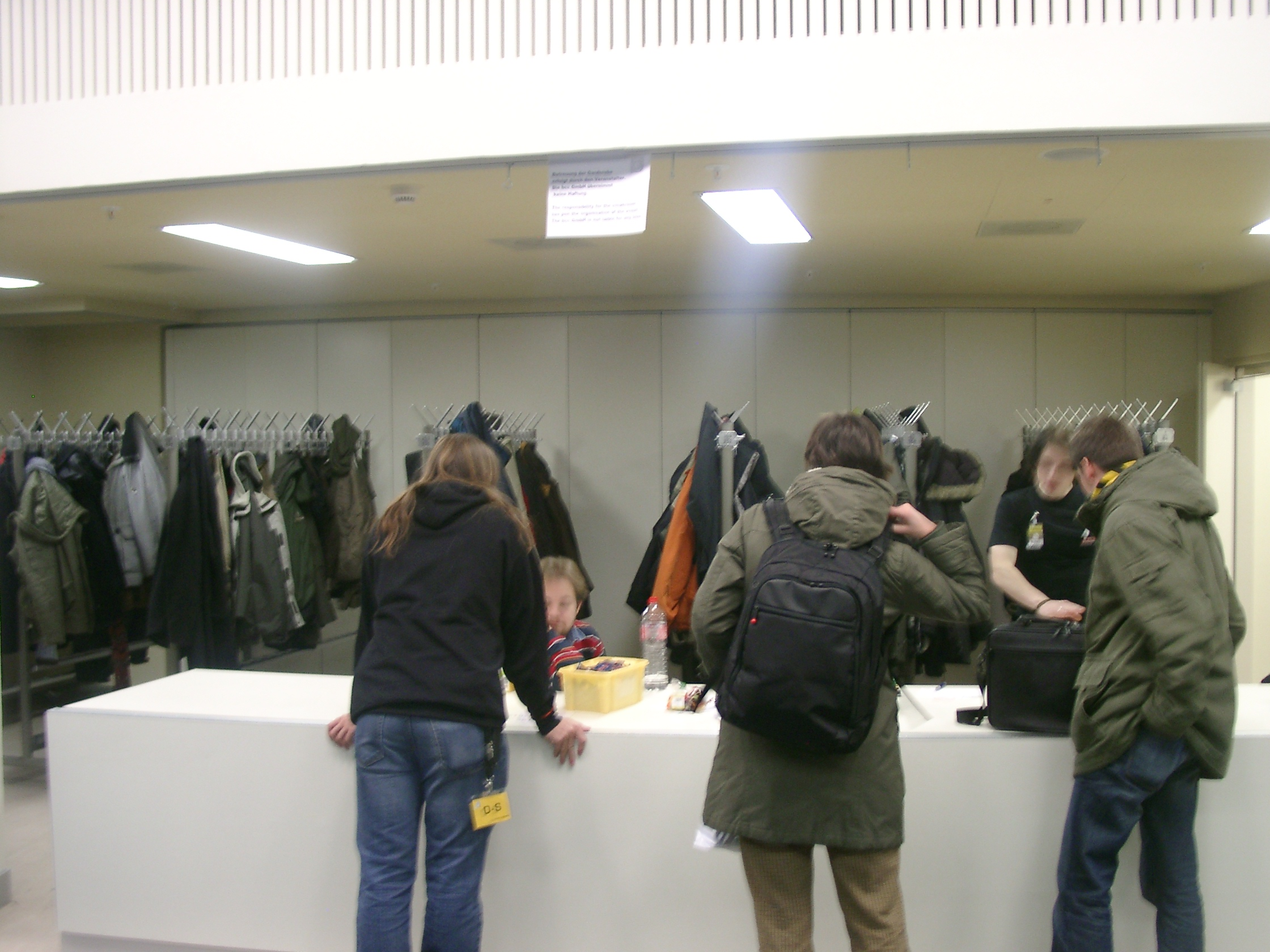
베를린 알렉산더 광장의 짐 보관소

짐 보관소, 휴대품 보관소, 코트룸(coatroom), 클로크룸(cloakroom)은 사람들이 건물에 들어갈 때 코트나 클로크, 기타 겉옷을 걸어 두는 방이다. 짐 보관소는 일반적으로 체육관, 학교, 교회당 또는 회의실과 같은 대형 건물 내부에서 발견된다.
영국에서는 클로크룸(cloakroom)이 화장실을 의미할 수도 있다.

## 같이 보기
- 벽장
- 로비 (방)